# Carl Printzensköld (konstnär)
Carl Axel Printzensköld, född 27 januari 1864 i Stockholm, död 18 maj 1926 i Stockholm, var en svensk konstnär, grafiker och tecknare.
Han var son till kammarrättsrådet Axel Johan Printzensköld och Sofia Albertina Pihl och från 1897 gift med Anna Teresia Sigrid Hellgren. Printzensköld studerade vid Akademie der Bildenden Künste München 1883-1885 samt privat för Axel Tallberg i Stockholm på 1890-talet. Han medverkade i ett flertal samlingsutställningar bland annat i Svenska konstnärernas förening utställning 1898, Sveriges allmänna konstförenings utställningar, Svensk konst i Helsingborg. Bland hans noterbara arbeten märks porträttet av Anna-Lisa Hellgren-Fraenkel och ett självporträtt. Som illustratör illustrerade han ett antal barn- och ungdomsböcker. Han blev ledamot av Konstnärsklubben 1894 och var skattmästare i Svenska konstnärernas förening 1914-1926. Printzensköld är representerad vid Nationalmuseum, Stockholm och Uppsala universitetsbibliotek.